# Gamberale
Gamberale est une commune de la province de Chieti dans les Abruzzes en Italie.

## Administration
| Période                                  | Période  | Identité        | Étiquette     | Qualité |
| ---------------------------------------- | -------- | --------------- | ------------- | ------- |
| 28 mai 2002                              | En cours | Corrado Varrati | Centro-Destra |         |
| Les données manquantes sont à compléter. |          |                 |               |         |

### Hameaux
Casale Stazione, Casale Tesoro, Piane d'Ischia, Sant'Antonio

### Communes limitrophes
Ateleta (AQ), Castel del Giudice (IS), Montenerodomo, Palena, Pizzoferrato, Sant'Angelo del Pesco (IS)